# اسپرینگ ریج (فلوریدا)
اسپرینگ ریج (به انگلیسی: Spring Ridge) یک منطقهٔ مسکونی در ایالات متحده آمریکا است که در فلوریدا واقع شده‌است. اسپرینگ ریج ۸٫۳۲ کیلومتر مربع مساحت و ۳۹۸ نفر جمعیت دارد و ۱۵٫۲۴ متر بالاتر از سطح دریا قرار دارد.